# فین بنت
فین بنت (انگلیسی: Finn Bennett؛ زادهٔ ۱۹۹۹ (۲۵–۲۶ سال)) بازیگر اهل انگلستان است. وی از سال ۲۰۱۰ میلادی تاکنون مشغول فعالیت بوده است.
از فیلم‌ها یا برنامه‌های تلویزیونی که وی در آن نقش داشته است می‌توان به کارآگاه حقیقی و شوالیه هفت پادشاهی اشاره کرد.